# Akka
För andra betydelser, se Akka (olika betydelser).
Akka (lulesamiska: Áhkká, översättning "gammal kvinna") är ett fjällmassiv i Stora Sjöfallets nationalpark i nordvästra Lappland i norra Sverige. Stortoppen är en dubbeltopp där den sydvästra toppen når 2 011 och den nordöstra 2 007 meter över havet. Massivet består av branta toppar och glaciärer vid sjön Akkajaures södra strand. Nivåskillnaden från Akkas fot till högsta toppen är omkring 1 558 meter (mätt från Akkajaures yta, som är belägen 423-453 meter över havet, sjön är reglerad), den största för något fjäll i landet. Den näst högsta toppen är Borgtoppen, cirka 1 961 meter, uppkallad efter fotografen och äventyraren Borg Mesch. På nordsidan ligger Hambergs jökel mellan Borgtoppens kam och kammen upp till Dubbeltoppen. På nordsidan ligger också Hylljökeln mellan Stortoppen och Borgtoppens kammar. På västsidan ligger Västjökeln och på sydsidan Borgjökeln. På Stortoppens kam finns ett hak med branta sidor.
Akka är Sveriges nionde högsta berg.

## Etymologi
Namnet är sprunget ur den samiska mytologin och beroende på vilken tradering man följer är Akka den samiska gudinna som stod för allt det kloka och sköna i världen. Detta förklarar i sin tur varför áhkká (nordsamiska ahkku) används som namn på farmor, mormor och andra gamla (kloka) gummor i det samiska språket. (I finska språket används det för gammal gumma i största allmänhet, och används ibland pejorativt). 

## Klättring
Akkamassivet har en av Sveriges elva toppar över 2 000 m och erbjuder genom sitt friliggande läge vidsträckta utblickar och topparna i massivet tilldrar sig därför intresse bland klättrare. De flesta av Akkas toppar går att bestiga både sommar och vinter, men några toppar kräver vintertid viss erfarenhet och förberedelse.
Genom den stora nivåskillnaden mellan Akkajaure och Stortoppen lämpar sig Akka väl för extremskidåkning.
Vintertid sker anmarschen enklast från Ritsem över sjön Akkajaure till massivets norra sida och sommartid finns en båttransport Ritsem−Änonjalme. 

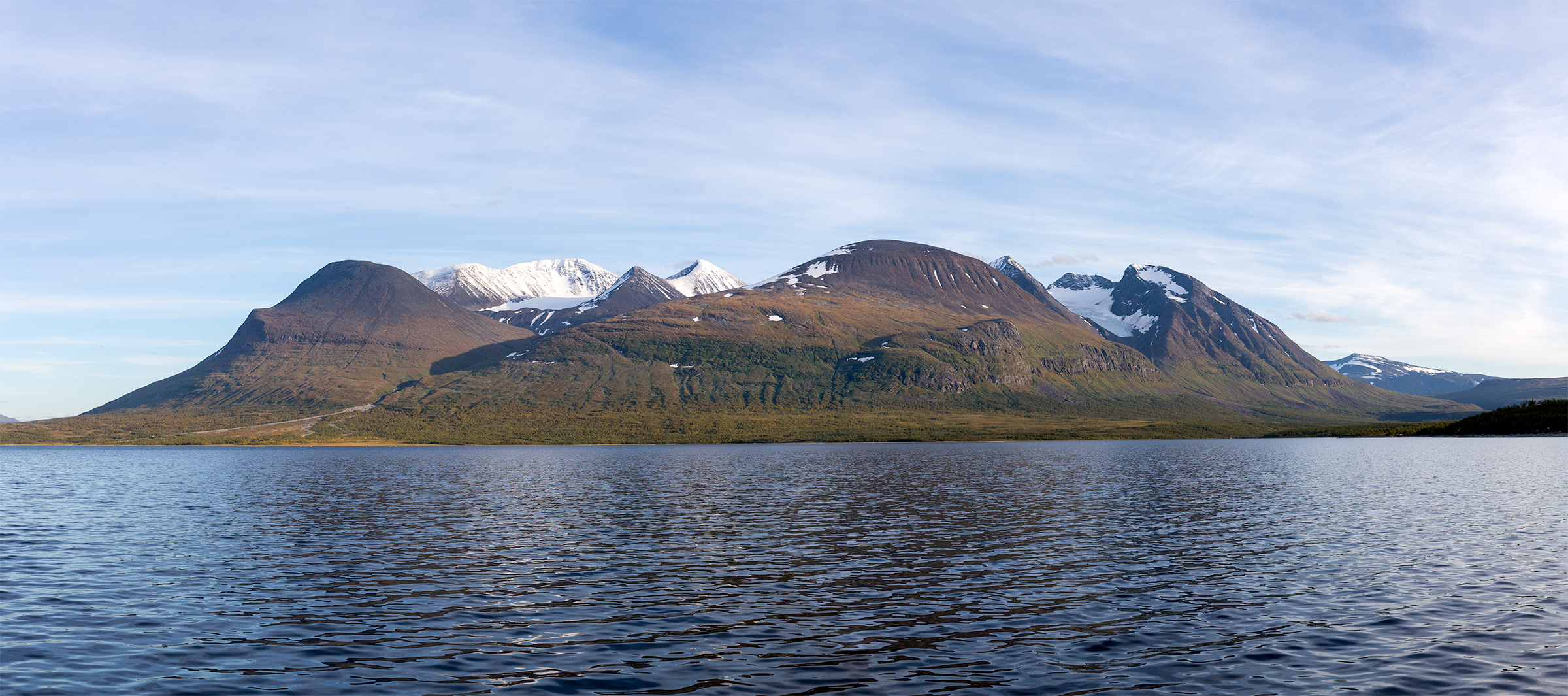
Nordvästra sidan av Áhkká i september.
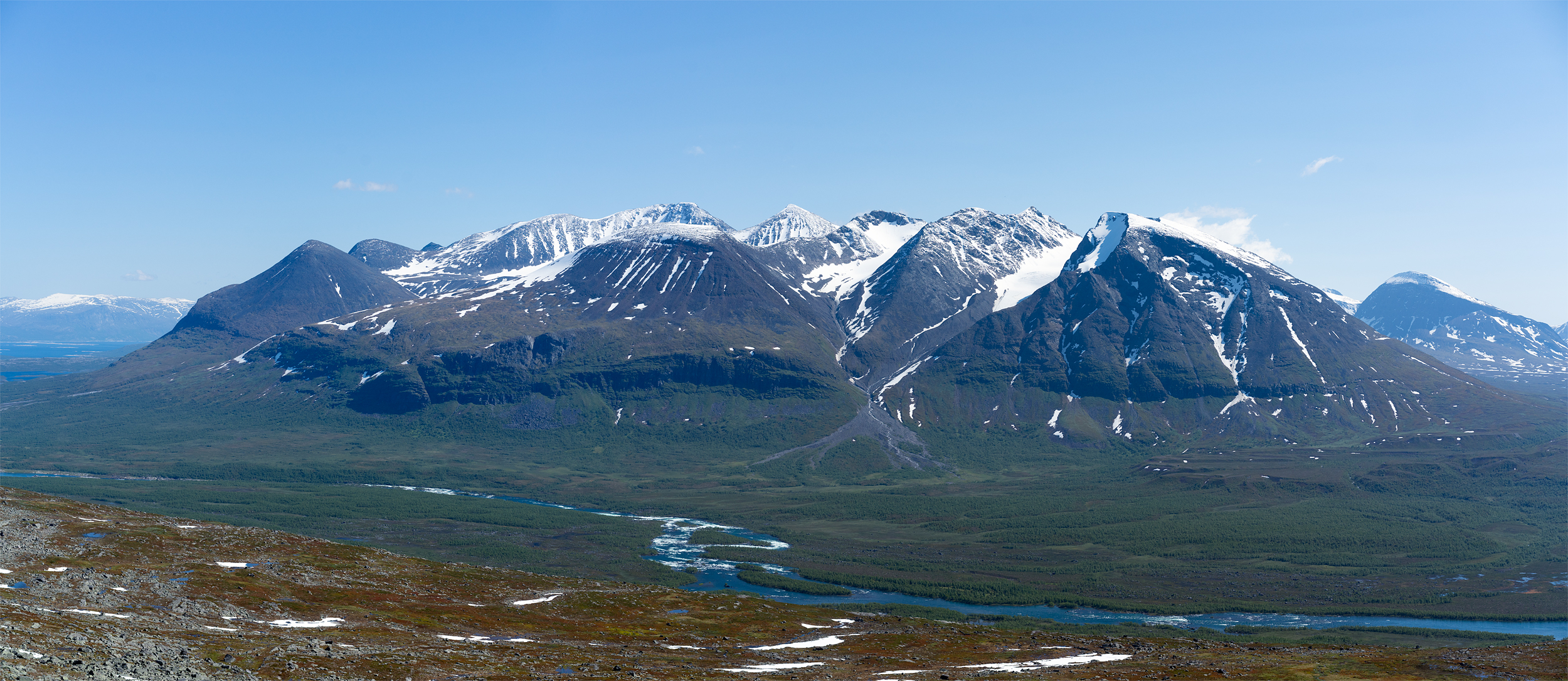
Västra sidan av Áhkká. Vy från Boalnotjåhkkå.
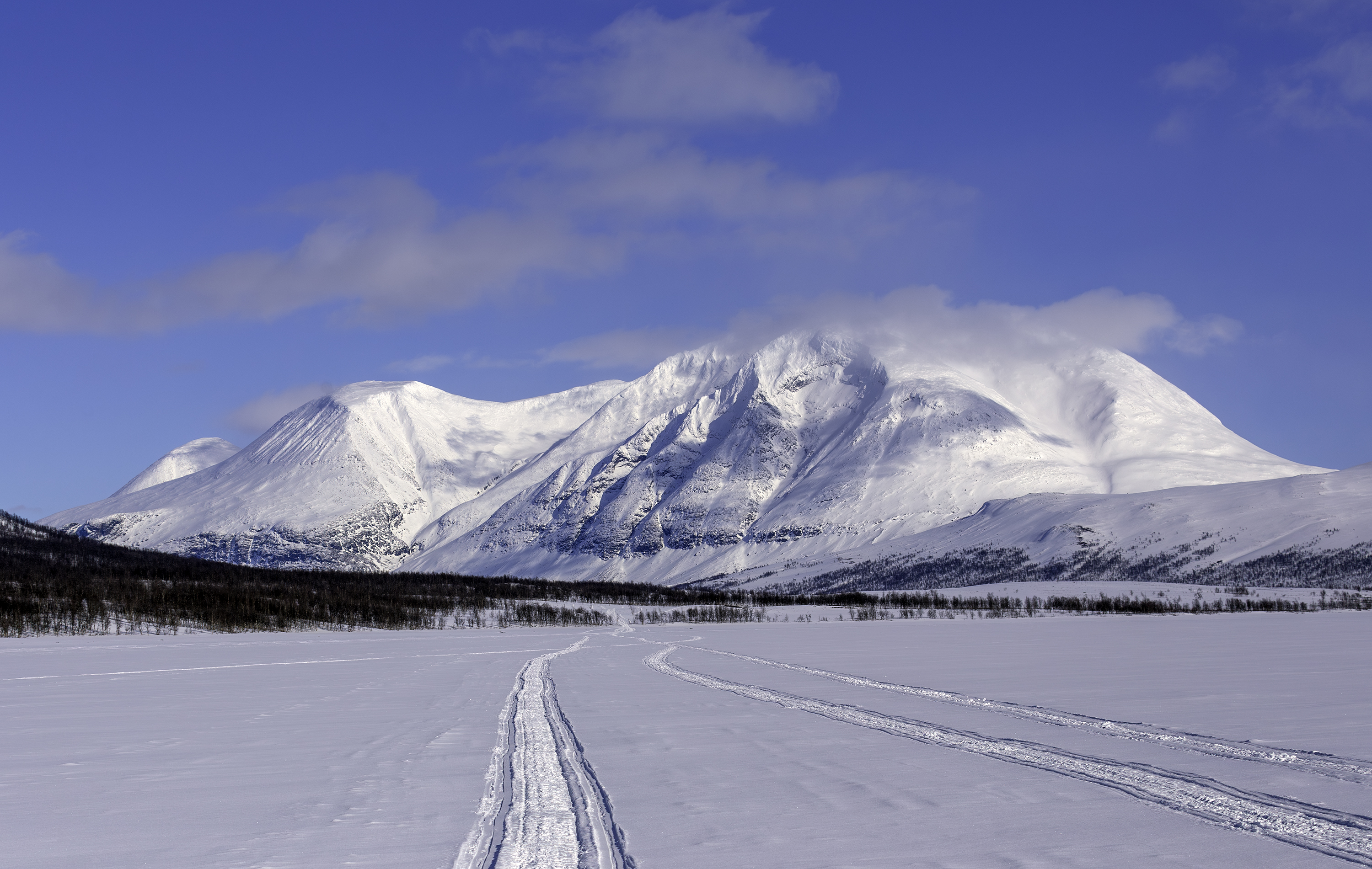
Sydvästra Áhkká - vy från Guvtjávrre.
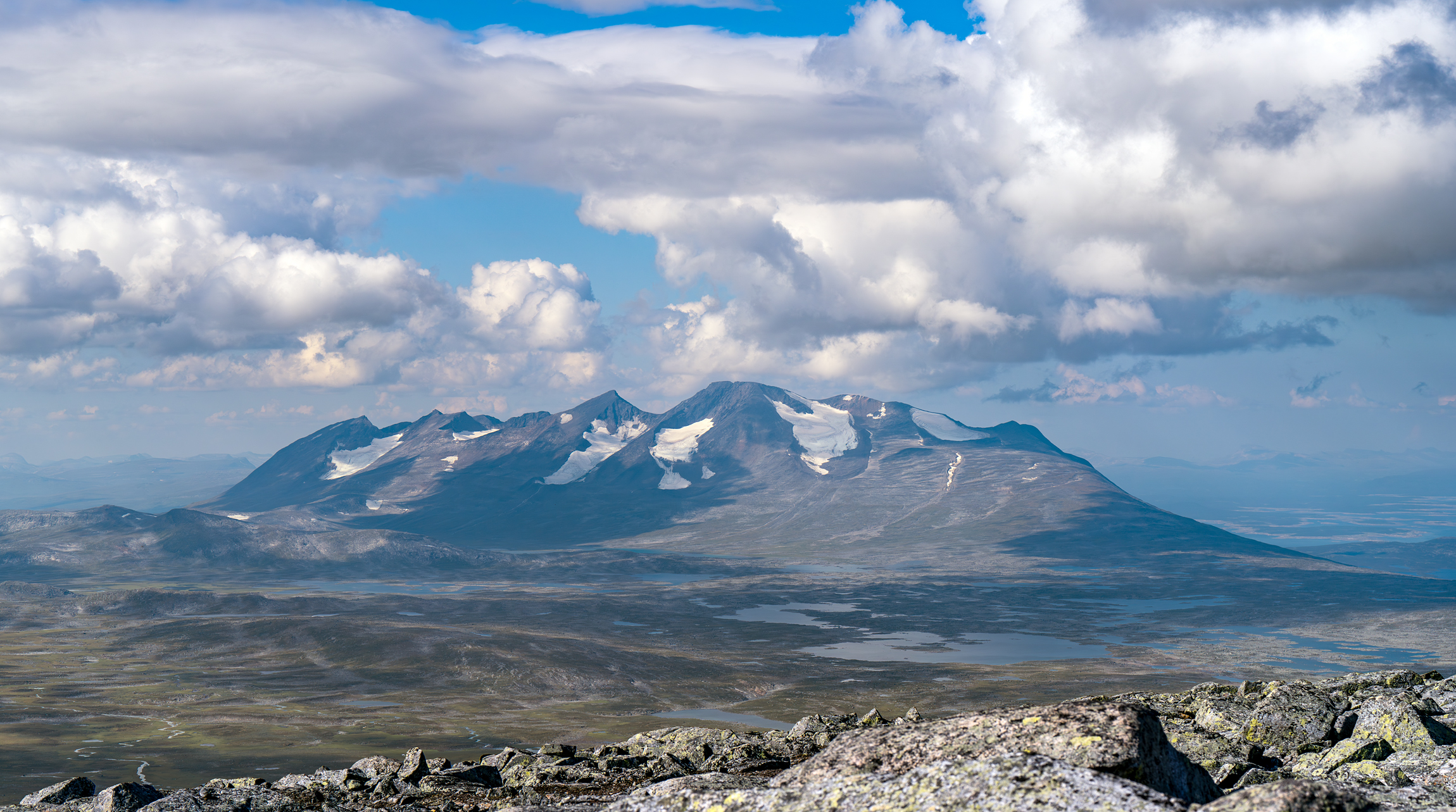
Östra sidan av Áhkká - vy från Skanátjåhkkå.
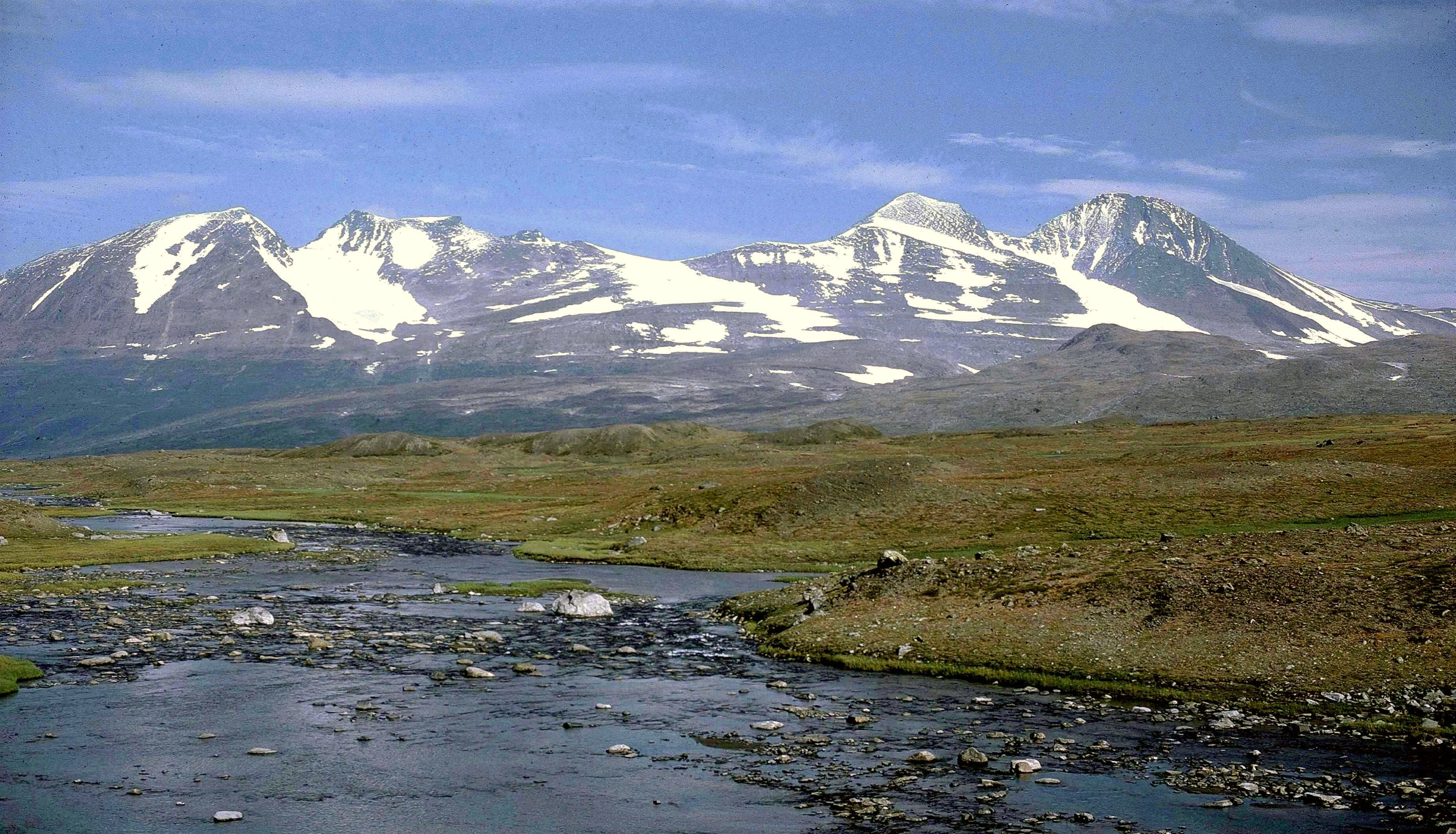
Akkamassivet sett från Ruotesvagges mynning